# صورت‌نشینی

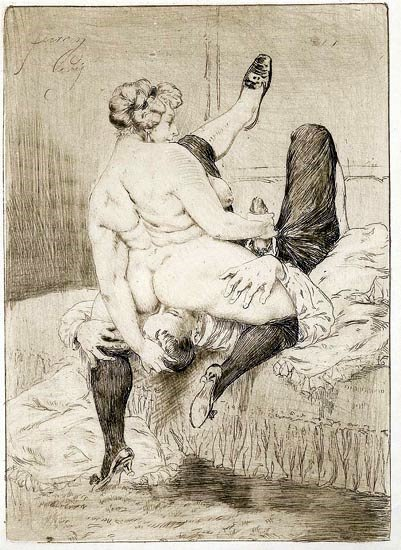
صورت‌نشینی، هاینریش لساوو (۱۸۴۰–۱۸۴۰)

صورت‌نشینی یا فِیس‌سیتینگ (به انگلیسی: Facesitting) همچنین به عنوان کویینینگ (queening) یا کینگینگ (kinging) شناخته می‌شود، عملی جنسی است که در آن یک شریک (معمولا سلطه‌گر زن) نشسته بر چهره شریک دیگر (معمولا سلطه‌پذیر مرد)، با اجازه او یا به زور، مبادرت به برقراری رابطه دهانی یا مقعدلیسی می‌کند. گذشته از تماس بین دهان و دستگاه تناسلی و دهان و مقعد، این موقعیت همچنین دست شریک زیرین را برای تحریک سایر مناطق شهوت‌خیز (مثلاً مقعد، نوک سینه و غیره) مهیا می‌کند. شریک فاعل نیز ممکن است همزمان برای فرد زیرین خود دست به این اقدام بزند. معمول است که این موقعیت شامل تسلط و تسلیم شدن است. درموارد استفاده از روش فوق در بی‌دی‌اس‌ام یا اس/ام، این عمل می‌تواند نوعی تحقیر شهوانی باشد.
نشستن بر روی صورت عملی رایج بین شرکای غالب و مطیع، برای نشان دادن برتری و رضایت جنسی است که به عنوان فانتزی جنسی نیز محسوب می‌شود. در این عمل گاهی شریک پایین همانند خفه کردن شهوانی، از نفس کشیدن محروم می‌شود. تحمل وزن بدن با فشار، رطوبت، بوی بدن و تاریکی که حین اجرای عمل به فرد مفعول وارد می‌شود را می‌توان به عنوان کشش جنسی قدرتمند دانست. شخص زیرین، ممکن است در حین انجام عمل خفت‌بندی بوده، مطیع جنسی باشد یا در حال تحمل وزن بدن شریک بالایی خود باشد و لذت فراوانی از پرستش باسن او ببرد.
در گذشته این کار بیشتر توسط زنان اما فقط در طبقه‌های اجتماعی بالا انجام می‌شد اما امروزه هنوز بیشتر توسط زنان اما در تمام طبقه‌های اجتماعی انجام می‌شود و برای آنان یک ابراز قدرت هم می‌باشد.

## مبلمان انسانی
بعضی اوقات از ابزارهای مخصوصی برای تسهیل در انجام این عمل استفاده می‌گردد، همچون «چارپایه کویینینگ» یا «اسمودرباکس».

## در بریتانیا
در سال ۲۰۱۴، دولت بریتانیا اعمال جنسی بسیاری از جمله صورت‌نشینی را در پورنوگرافی هاردکور در اینترنت ممنوع کرد. اعتراضاتی علیه قانون در مقابل کاخ وست مینستر برگزار شد که معترضان در آن اظهار کردند این قانون منعکس کننده خواسته‌های مردم نیست. در سال ۲۰۱۹ این قانون لغو شد.

## دیگر پروژه‌ها
- پرونده‌های رسانه‌ای مربوط به Face sitting در ویکی‌انبار